# كي واي جيلي
K-Y Jelly عبارة عن مادة قائمة على الماء وقابلة للذوبان في الماء ، وتستخدم في الغالب كمواد  مزلقة للجماع والاستمناء. مجموعات مختلفة من المنتجات يتم إنتاجها  تحت شعار K-Y ، وبعضها غير قابل للذوبان في الماء.

## التاريخ
اصول ومعنى  اسم العلامة التجارية "K-Y®" غير معروفة ومجهولة . هناك أساطير شائعة تقول أن  (1) تم إنشاؤه في ولاية كنتاكي و (2) تمثل الأحرف المكونات الرئيسية المستخدمة في صنع المادة الملزقة ... يمكن أن نؤكد أن أيا من هذه الأساطير ليست صحيحة ...
تم تقديم هذا المنتج  في يناير 1904 من قبل شركة الأدوية ومصنع الخياطة Van Horn و Sawtell من مدينة نيويورك ،  و لاحقاً اكتسبته شركة Johnson & Johnson  ، و الغرض الأساسي لـ KY Jelly بمثابة مادة مزلقة  جراحية ، وغالبًا  اختاره الأطباء بسبب قاعدته الطبيعية. هذا المنتج الآن  يستخدم على نطاق واسع كمواد مزلقة جنسية لتكملة الرطوبة المطلوبة لأداء الأعمال الجنسية.  
اشترى Ricekitt Benckiser  العلامة التجارية في عام 2014.

## الخصائص
على عكس المزلقات التي أساسها البترول ، فإن هذه العلامة  K-Y خاملة بيولوجيًا ، ولا تتفاعل مع الواقي الذكري المصنوع من مادة ال Latex  ولا مع الألعاب الجنسية المصنوعة من السيليكون ، ولا تحتوي على  أية ألوان أو عطور مضافة. على الرغم من القوام الكثيف و أنه يميل  إلى الجفاف أثناء الاستخدام ،فإنه  يمكن «إعادة تنشيطه» عن طريق إضافة اللعاب أو الماء.  
هذا المنتج لا يحتوي على  مبيد للحيوانات المنوية وهذا يعني أنه لا يمكن استخدامه لمنع الحمل.  المستحضر الذي يحتوي على النونوكسينول -9 تمت إزالته من الأسواق  بعد ما تم  اكتشاف أن مبيد الحيوانات المنوية  يسهل  انتشار فيروس نقص المناعة البشرية (HIV) .
هذا المنتج  K-Y Jelly  كان متاحًا بدون وصفة طبية في الولايات المتحدة منذ عام 1980 

## المكونات
K-Y NG  يستخدم الجلسرين وهيدروكسي إيثيل السليلوز كمواد مزلقة ،  غلوكونات الكلورهيكسيدين ، جلوكونو دلتا لاكتون ، ميثيل بارابين وهيدروكسيد الصوديوم كإضافات مطهرة وحافظة.  الشكل السائل للمنتج  يجمع بين الجلسرين مع البروبيلين غليكول ، السوربيتول ، و Natrosol 250H (علامة تجارية من هيدروكسي إيثيل السليلوز) للتزييت ، مع حمض البنزويك ، ميثيل بارابين وهيدروكسيد الصوديوم كمضافات.

## الإستخدامات الطبية
إضافة  إلى أنه يستخدم   كمواد ملزقة  شخصية ، هذا المنتج K-Y  Jelly   تم استخدامه من قبل الأطباء والخبراء  لإجراء فحوصات البروستاتا وأمراض النساء.
يتم استخدامه أيضا من قبل أطباء الأسنان لتغطية الترميمات المركبة عند العلاج بالضوء.و هذا يمنع طبقة تثبيط الأكسجين التي تسبب تغيرًا  للون الترميمات.

## الإستخدامات الأخرى
يستخدمونه أيضا  فنيو المؤثرات الخاصة لإنشاء  مظهر لزج عبارة عن   محاكاة لألعاب الوحوش المتحركة ، وأبرزها سلسلة Alien.